# Tính giai cấp
Tính giai cấp (tiếng Pháp: esprit de classe) là thuộc tính tất yếu của văn học trong xã hội có giai cấp, thể hiện qua tổng hòa các đặc điểm về đề tài, chủ đề, tư tưởng cùng các biện pháp nghệ thuật phản ánh lợi ích, ý thức, tư tưởng, tình cảm, tâm lý, cách sống của một tầng lớp xã hội, một giai cấp nhất định.
Tính giai cấp nói lên sự quy định tất yếu của hệ tư tưởng giai cấp đối với sáng tác văn học. Dù có hoặc chưa có ý thức rõ rệt về quyền lợi, địa vị của giai cấp mình, nhà văn bao giờ cũng phản ánh đời sống xã hội theo quan điểm của một giai cấp nhất định. Khi nhà văn giác ngộ sâu sắc về quyền lợi và địa vị của giai cấp mình, sử dụng văn học như là vũ khí đấu tranh cho thắng lợi của một khuynh hướng tư tưởng nào đó thì tính giai cấp phát triển thành tính đảng.
Khái niệm tính giai cấp có ý nghĩa xác định bản chất xã hội của văn học, theo quan điểm xã hội học.
Để xác định tính giai cấp phải xuất phát từ nội dung khách quan của tính văn học chứ không phải từ thành phần giai cấp của nhà văn.
Tính giai cấp biểu hiện trước hết ở chỗ khuynh hướng tư tưởng của tác phẩm phù hợp với nhu cầu và tâm lý của một giai cấp nhất định.
Xã hội học dung tục (xuất hiện đầu tiên ở Liên Xô những năm 20 của thế kỷ XX) đã giản đơn hóa nguyên lí này, cho rằng nhà văn xuất thân giai cấp nào thì biểu hiện tính giai cấp của giai cấp ấy, họ đối lập tính giai cấp với tính nhân loại, đi đến phủ nhận tính nhân loại của văn học. Quan điểm đó đã dung tục hóa cách hiểu và đánh giá văn học, trở ngại cho việc tiếp nhận những giá trị nhân văn trong kho tàng văn học loài người.
Thực tế cho thấy không phải lúc nào và trong vấn đề nào nhà văn cũng phục tùng tâm lý giai cấp của mình. Quan điểm nhân đạo về thế giới của nhà văn được hình thành trực tiếp trong quan sát và thể nghiệm cuộc sống, trong phong trào đấu tranh của nhân dân, thường tạo cho họ khả năng vượt qua được sự chật hẹp trong quan điểm giai cấp của mình. Nhiều nhà văn vĩ đại trong quá khứ như Ban-dắc, L.Tôn-xtôi, Nguyễn Du,... đã trở thành những “nghịch tử” của giai cấp mình. Sáng tác của họ mang tính nhân dân, tính người sâu sắc, tuy vẫn có những giới hạn giai cấp nhất định.
Do thực tế đấu tranh và sinh tồn phức tạp, các giai cấp không ngừng tác động vào nhau tạo nên tính giai cấp trong ý thức con người, và do đó, tính giai cấp trong văn học thường là không thuần nhất. Nó là một hiện tượng xã hội và lịch sử phức tạp.